# Martim Pires da Maia
Martim Pires da Maia, chamado O Jami (c.1160 - 13 de agosto de 1222), nobre e rico-homem do Reino de Portugal, vivendo durante os reinados de Afonso I de Portugal a Afonso II de Portugal. Ficou conhecido pelo abuso do seu poder de tenente para usurpação de propriedade.

## Primeiros anos e entrada na corte
Terá nascido por volta de 1160, sendo filho de Pedro Pais da Maia, O Alferes e de Elvira Viegas de Ribadouro, filha de Egas Moniz IV de Ribadouro, chamado O Aio e de Teresa Afonso de Celanova. Pouco ou nada mais se sabe sobre a sua infância.
Surge na corte pela primeira vez em 1185, sendo-lhe entregue a tenência de Valença. Em 1207 confirmou a doação de terras na Anadia a Gonçalo Nunes, com o seu primo, Lourenço Soares de Ribadouro. Em 1211, com o seu irmão João Pires, confirmou uma a doação de propriedade pelo rei a Gil Julião, filho do célebre chanceler Julião Pais.

## Na corte

### O testamento de Sancho I e as suas consequências
Em 1209, Sancho I mandara lavrar testamento, segundo o qual dava às suas filhas, Mafalda, Teresa e Santa Sancha, respetivamente a posse dos castelos de Montemor-o-Velho, Seia e Alenquer, com as respectivas vilas, termos, alcaidarias e rendimentos. Pouco antes da sua morte em 1211, Sancho I nomeara seus testamenteiros Gonçalo Mendes II de Sousa, Lourenço Soares de Ribadouro, Gonçalo Soares, Pedro Afonso de Ribadouro, e Martim Fernandes de Riba de Vizela, para fazerem válido o seu testamento. Não tardaria a descobrir-se que se teriam de fazer valer os direitos do rei à força:o infante Afonso não concordou com o testamento deixado pelo pai e recusou cumpri-lo.

#### A divergência nobiliárquica
Desta forma, os primeiros anos do reinado do sucessor, Afonso II de Portugal, foram marcados por violentos conflitos internos entre o rei e as suas irmãs Mafalda, Teresa e Santa Sancha de Portugal. Afonso, tentando evitar a supremacia da influência dos nobres no seu governo, pretendia centralizar o seu poder, mas para isso incorria contra as irmãs e em último caso contra o testamento paterno. Gonçalo Mendes fora talvez o executor testamentário mais zeloso, muito provavelmente dada a proximidade ao defunto rei. Assim é perfeitamente compreensível que Gonçalo tivesse defendido intensamente a posição das infantas, sobretudo nas terras onde dominava como tenente: Montemor-o-Novo, Sesimbra, Lisboa, Sintra, Torres Vedras, Abrantes e Óbidos, além das já referidas, inaugurando um período no qual os Sousas, firmes apoiantes da realeza portuguesa, se lhe opunham pela primeira vez.
Alguns dos cinco grandes nobres citados juntaram-se a ele na defesa da posição das três rainhas de Portugal: Teresa, Sancha e Mafalda. Mas alguns permaneceram do lado do rei: sabe-se que Lourenço Soares de Ribadouro se terá mantido do lado do novo rei, sendo esta posição também compreensível dado o estreito vínculo que unia a Casa de Ribadouro à Casa Real: Afonso I de Portugal fora pupilo de Egas Moniz, o Aio; e mais tarde várias damas daquela família haviam educado infantes (como o caso de Urraca Viegas de Ribadouro, tia de Lourenço, que educara a Rainha Mafalda).
João Pires, o chefe da família e irmão de Martim, apesar de não ter a inimizade do novo rei, passou por sérios problemasː a celebrada Maria Pais Ribeira, amante do falecido Sancho I, passara a residir em Vila do Conde, e demandava dos barcos de comércio que aí aportavam tributos avultados, através do seu mordomo, por forma que a atividade decaiu quase por completo. Quanto a Martim, o facto de ter mantido os cargos governativos que tinha em pleno reinado deste monarca leva sugerir que parece ter também tomado o seu partido contra as infantas.

#### As consequências do conflito sucessório
A posição do Sousão teve consequências imediatasː foi retirado do cargo de mordomo, e a sua hegemonia na corte viu também um fim, sendo afastado. Na mordomia é substituído por Martim Fernandes, um dos executores testamenteiros que, como se pode depreender, terá ficado do lado do rei, como Lourenço Soares.
Este conflito seria resolvido com intervenção do Papa Inocêncio III; o rei indemnizaria as infantas com uma soma considerável de dinheiro, e a guarnição dos castelos foi confiada a cavaleiros templários, mas era o rei que exercia as funções soberanas sobre as terras e não as infantas. Porém os Sousas seriam renegados durante todo o reinado, e assim sendo saíram de Portugal, refugiando-se em outras cortes peninsulares.

### Magnate povoador
Sabe-se que enquanto tenente de Froião (sensivelmente correspondente ao atual concelho de Valença), presidiu ao povoamento da vila de Contrasta, que se viria a tornar na atual Valença do Minho, por Paio Gonçalves Carramondo, ato ordenado por Sancho I, e testemunhou também a colocação dos padrões delimitadores da vila. 
Mais tarde, já à cabeça do governo de Celorico da Beira, continuou a tarefa povoadora em que se distinguiu, dando, em 1216,  carta de foral a Vila Boa de Jejua, nessa circunscrição. Tendo por objetivo fixar a população que já aí residia e atrair novos habitantes, Martim fez questão de garantir certos privilégios, como a nomeação popular dos jurados da aldeia e dos juízes dos senhores que aí residiam ou detinham posses, sendo possível ao povo substituir o designado pelo senhor por outro, eleito pelos habitantes. O exator fiscal do concelho, sendo nomeado pelos detentores referidos é portanto também, embora indiretamente, escolhido pelo povo. Além disso, impedia-se o recorrer da justiça régia, devendo o morador apelar ao tribunal da vila. 
Martim estabelece ainda a repartição do padroado da igreja local entre os senhores e os habitantes da vila. 

## Bens de herança e de usurpação
Martim herdou por via paterna as honras de Vermoim e Fradelos, partilhando esta última com o seu irmão João, dado que são os netos de ambos que a detêm em 1290.
Para além dos bens herdados do seu pai, conhecem-se outros bens de outros que adquiriu de forma ilícita, abusando do seu poder de tenente sobretudo na região de Faria, juntando, por exemplo, o lugar de Sirgueiros à honra de Pereira, sem qualquer razão aparente senão a de expandir o seu próprio património.

## Morte e posteridade
A partir de 1220, Martim deixa de ser referido na documentação régia, do que se supõe que terá abandonado nesse ano, tendo falecido nesse ano, ou pouco depois, provavelmente antes de 1222. Nesse ano, o seu filho João Martins, fez doação ao Mosteiro de Salzedas de parte da honra de Britiande que havia herdado do seu pai. Neste Mosteiro, recorda-se um indivíduo Martim Pires que faleceu a 13 de agosto de 1222. Se este for na verdade o da Maia, prova-se, desta forma, a sua morte pouco após sair da corte, e que se sepultou no Mosteiro de Salzedas, aliás à semelhança da mãe, havia apenas três anos.
A viúva dele, Teresa, tornou-se administradora dos seus bensː em 1241, ela cedia, com os filhos, os direitos de padroado que detinha na Igreja de Santa Cruz de Rba Leça à Sé do Porto, e em 1248, com um dos filhos já falecido, doou com os restantes as posses que detinham em Vila Boa de Jejua ao Mosteiro de Salzedas. Teresa faz nova doação comos filhos, desta vez em alma Também muito depois (1248), a sua viúva, Teresa Martins, e seus filhos (à exceção de um, já falecido) doam ao dito mosteiro quanto têm em Vila Boa de Jejua (a saber, oito casais), por alma dele e de um dos filhos. Vê-se que Martim Pires obtivera, no tempo do seu governo na “terra”, bens no próprio lugar que aforara (em 1216), pois que não consta terem-nos possuído aí os seus antepassados maiatos ou ribadurienses. Entre outros bens seus, contam-se parte das honras de Britiande, Rosende (julgado de Aguiar de Sousa), Novelas (cerca de Penafiel), etc.

## Matrimónio e descendência
Casou com Teresa Martins I de Riba de Vizela,  filha de Martim Fernandes de Riba de Vizela e de Estevainha Soares da Silva. Deste matrimónio resultou a seguinte descendência:
- Martim Martins da Maia (f. depois de 1244), Mestre da Ordem dos Templários (1242-1244) [9]
- João Martins da Maia, chamado O Abana[9]
- Estêvão Martins da Maia (f. c.1248, Coimbra), provavelmente morto durante o conflito que opôs Sancho II de Portugal ao seu irmão Afonso III de Portugal[9].
- Elvira Martins da Maia (f. depois de 1258), senhora da honra de Fradelos, desposou Pedro Nunes de Barbosa[9].
- Guiomar Martins da Maia, freira no Mosteiro de Arouca[9].
- Fernão Martins da Maia (f. depois de 1241), omitido dos Livros de Linhagens[9].